# Comuna Monor, Bistrița-Năsăud
Monor este o comună în județul Bistrița-Năsăud, Transilvania, România, formată din satele Gledin și Monor (reședința).

## Demografie
Conform recensământului efectuat în 2011, populația comunei Monor se ridică la 1.390 de locuitori, în scădere față de recensământul anterior din 2002, când se înregistraseră 1.608 locuitori. Majoritatea locuitorilor sunt români (92,73%), cu o minoritate de romi (5,68%). Pentru 1,15% din populație, apartenența etnică nu este cunoscută.
Din punct de vedere confesional, majoritatea locuitorilor sunt ortodocși (97,99%). Pentru 1,15% din populație, nu este cunoscută apartenența confesională.

## Politică și administrație
Comuna Monor este administrată de un primar și un consiliu local compus din 9 consilieri. Primarul, Ioan Cira[*], de la Partidul Social Democrat, este în funcție din 1996. Începând cu alegerile locale din 2024, consiliul local are următoarea componență pe partide politice:

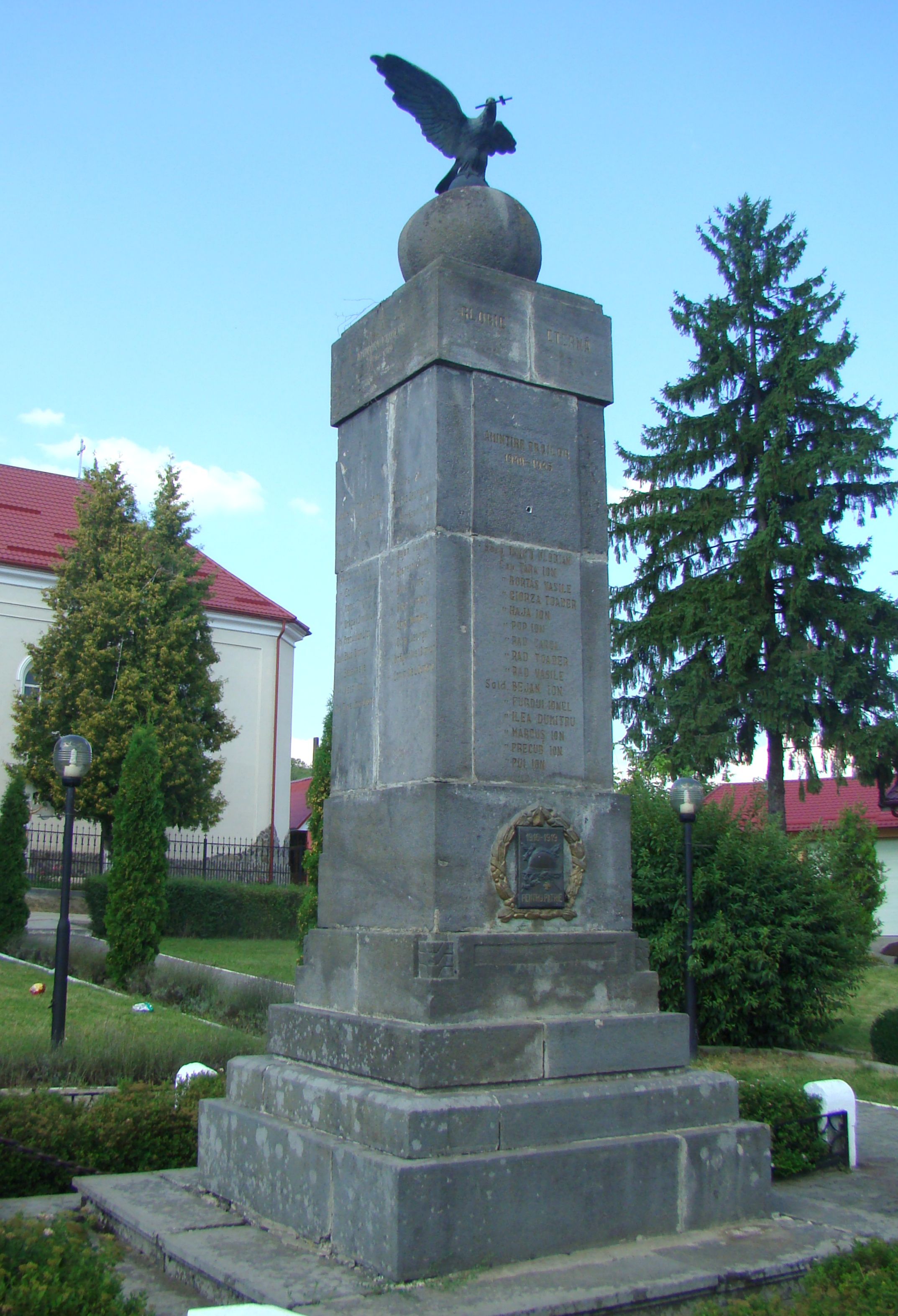
Monumentul Eroilor din Monor

|  | Partid                          | Consilieri | Componența Consiliului | Componența Consiliului | Componența Consiliului | Componența Consiliului |
|  | ------------------------------- | ---------- | ---------------------- | ---------------------- | ---------------------- | ---------------------- |
|  | Partidul Social Democrat        | 4          |                        |                        |                        |                        |
|  | Alianța Dreapta Unită           | 3          |                        |                        |                        |                        |
|  | Partidul Național Liberal       | 1          |                        |                        |                        |                        |
|  | Alianța pentru Unirea Românilor | 1          |                        |                        |                        |                        |

## Atracții turistice
- Biserica ortodoxă din satul Gledin
- Biserica ortodoxă din satul Monor
- Rezervația naturală "Vulcanii Noroioși (2 ha)
- Monumentul Eroilor din Monor
- Schitul "din tufe" de la Monor

## Personalități născute aici
- Paul Tanco (1843 - 1916), matematician;
- Aurel Filimon (1891 - 1946), arheolog, etnograf, muzeograf;
- Imre Nagy (1933 - 2013), sportiv maghiar la pentatlon modern.